# Lampropeltis
A Lampropeltis a hüllők (Reptilia) osztályának pikkelyes hüllők (Squamata) rendjébe, ezen belül a siklófélék (Colubridae) családjába tartozó nem.

## Rendszerezés
A nembe az alábbi 12 faj tartozik:
- szürkeörvös királysikló (Lampropeltis alterna) (Brown, 1901)
- Lampropeltis calligaster (Harlan, 1827)
- Lampropeltis elapsoides (Holbrook, 1838)
- Lampropeltis extenuatum (Brown, 1890) - nemrég került ide, korábban Stilosoma extenuatum néven volt ismert[4]
- királysikló (Lampropeltis getula) (Linnaeus, 1766) - típusfaj
- Préri-királysikló (Lampropeltis mexicana) (Garman, 1884)
- Lampropeltis nigra (Yarrow, 1882) - egyesek szerint, vagy még mindig a királysikló alfajának vélik
- hegyi királysikló (Lampropeltis pyromelana) (Cope, 1866)
- Lampropeltis ruthveni Blanchard, 1920
- vörös királysikló (Lampropeltis triangulum) (LaCépède, 1788)
- Lampropeltis webbi Bryson, Dixon & Lazcano, 2005
- Lampropeltis zonata (Lockington, 1876 ex Blainville, 1835)

## Fordítás
- Ez a szócikk részben vagy egészben  a   Kingsnake című angol Wikipédia-szócikk ezen változatának fordításán alapul.  Az eredeti cikk szerkesztőit annak laptörténete sorolja fel. Ez a jelzés csupán a megfogalmazás eredetét és a szerzői jogokat jelzi, nem szolgál a cikkben szereplő információk forrásmegjelöléseként.